# Copa del Món de Ral·lis Raid 2016
La Copa del Món de Ral·lis cross-country 2016 fou la 24a edició de la Copa del Món d'aquesta competició. Com en anys anteriors, l'especialitat, a part de la classificació general, els vehicles es divideixen en diverses categories: T1 Prototipus de fàbrica, T2 Vehicles basats en cotxes de sèrie, T3 Prototipus lleugers tipus buggy i T4 Camions. La FIA premia com a campions de la Copa del Món als líders de la classificació de pilots, copilots i equips, en les diverses categories.

## Proves
Les curses coincideixen normalment amb les de la Copa del Món de Bajas i el Campionat del Món de Ral·lis Cross-Country de motociclisme.
| Cursa | Dates         | Ral·li                      | Guanyador                   |
| ----- | ------------- | --------------------------- | --------------------------- |
| 1     | 19–22 Febrer  | Northern Forest             | Maris Neiksans (Volkswagen) |
| 2     | 3-7 Abril     | Abu Dhabi Desert Challenge  | Nasser Al-Attiyah (Toyota)  |
| 3     | 17–22 Abril   | Sealine Cross-Country Rally | Nasser Al-Attiyah (Toyota)  |
| 4     | 23–26 Juny    | Italian Baja                | Nasser Al-Attiyah (Toyota)  |
| 5     | 22–24 Juliol  | Baja España-Aragón          | Nasser Al-Attiyah (Toyota)  |
| 6     | 11–14 Agost   | Hungarian Baja              | Mikko Hirvonen (Mini)       |
| 7     | 25–28 Agost   | Baja Poland                 | Nasser Al-Attiyah (Toyota)  |
| 8     | 1–7 Octubre   | OiLibya Rally du Maroc      | Nasser Al-Attiyah (Toyota)  |
| 9     | 27–29 Octubre | Baja de Portalegre 500      | Ricardo Porém (Mini)        |

## Classificació general[2]
| Posició                                                                                  | 1r | 2n | 3r | 4t | 5è | 6è | 7è | 8è | 9è | 10è |
| Punts                                                                                    | 25 | 18 | 15 | 12 | 10 | 8  | 6  | 4  | 2  | 1   |
| Punts extres als primers de cada categoria                                               | 5  | 3  | 1  | 0  | 0  | 0  | 0  | 0  | 0  | 0   |
| Les curses anomenades cross-country tenen el doble de puntuació que les anomenades Bajas |    |    |    |    |    |    |    |    |    |     |

| Pos | Pilot             | Cotxe   | Punts |
| --- | ----------------- | ------- | ----- |
| 1   | Nasser Al-Attiyah | Toyota  | 270   |
| 2   | Vladimir Vasiliev | Mini    | 106   |
| 3   | Yazeed Al-Rajhi   | Mini    | 92    |
| 4   | Mikko Hirvonen    | Mini    | 78    |
| 5   | Carlos Sainz      | Peugeot | 63    |
| 6   | Marek Dąbrowski   | Toyota  | 56    |
| 7   | Bryce Mencies     | Mini    | 55    |
| 8   | Jakub Przygonski  | Mini    | 52    |
| 9   | Ricardo Porém     | Mini    | 42    |
| 10  | Aron Domzala      | Polaris | 42    |

Guanyadors per categories
| Categoria       | Pilot                                | Copilot                                  | Equip guanyador                        |
| --------------- | ------------------------------------ | ---------------------------------------- | -------------------------------------- |
| T1              | Nasser Al-Attiyah (Toyota)           | Mathieu Baumel (Toyota)                  | Nasser Saleh Al-Attiyah Team (Toyota)  |
| T2              | Adel Hussain Abdulla (Nissan Patrol) | Sébastien Delaunay (Toyota Land Cruiser) | 4WD Jaton Racing (Toyota Land Cruiser) |
| T3              | Aron Domzala (Polaris)               | Szymon Gospodarczyk (Polaris)            | Aron Domzala Team (Polaris)            |
| 2 rodes motrius | Mathieu Serradori (SMG)              |                                          | X-Raid Team (CBRA)                     |